# Andresa (houtgrond)
Andresa is een voormalige houtgrond gelegen aan de Coppename-rivier ter hoogte van het huidige dorp Kalebaskreek in het district Saramacca te Suriname.
Een 'houtgrond' (ook wel: houtplantage of houtvelling) is in Suriname de benaming voor een plantage waar hout gewonnen werd. Het hout van deze gronden werd gebruikt voor het bouwen van huizen, bedrijfsgebouwen of als brandstof, bijvoorbeeld voor het stoken van suikerovens en het drogen van producten als cacao en koffie. Andresa was een houtproductiegrond van het gouvernement (de koloniale regering) met een eigen zaagmolen. Het hardhout aan de Coppename was in het bijzonder geschikt voor stoomboten, voor de marine dus.
Begin 19e eeuw werd de houtplantage regelmatig bezocht door de Herrnhutters of Evangelische Broedergemeente Suriname (EBGS). De zaagmolen was aanvankelijk waarschijnlijk watergedreven, een watermolen of houtzaagmolen. Rond 1820 wordt J.L. Gardé, majoor in de burgermilitie van Paramaribo, eigenaar van een stoomgedreven houtzaagmolen aan de Kalebaskreek (die uitmondt op de Coppename), op gouvernementshoutplantage Andresa dus.
Stroomafwaarts, in de richting van de Coesewijne-kreek, lag in dezelfde tijd één (cacao)plantage. Deze werd vanaf 1824 gebruikt als afzonderingsoord voor leprozen (Etablissement Batavia) en was ook van het gouvernement. Aan de Coppename zijn verder geen plantages opgericht.
In 1831 werd de houtzaagmolen van Andresa afgebroken. Rond 1850 werd de houtgrond door het gouvernement opgegeven en verlaten.

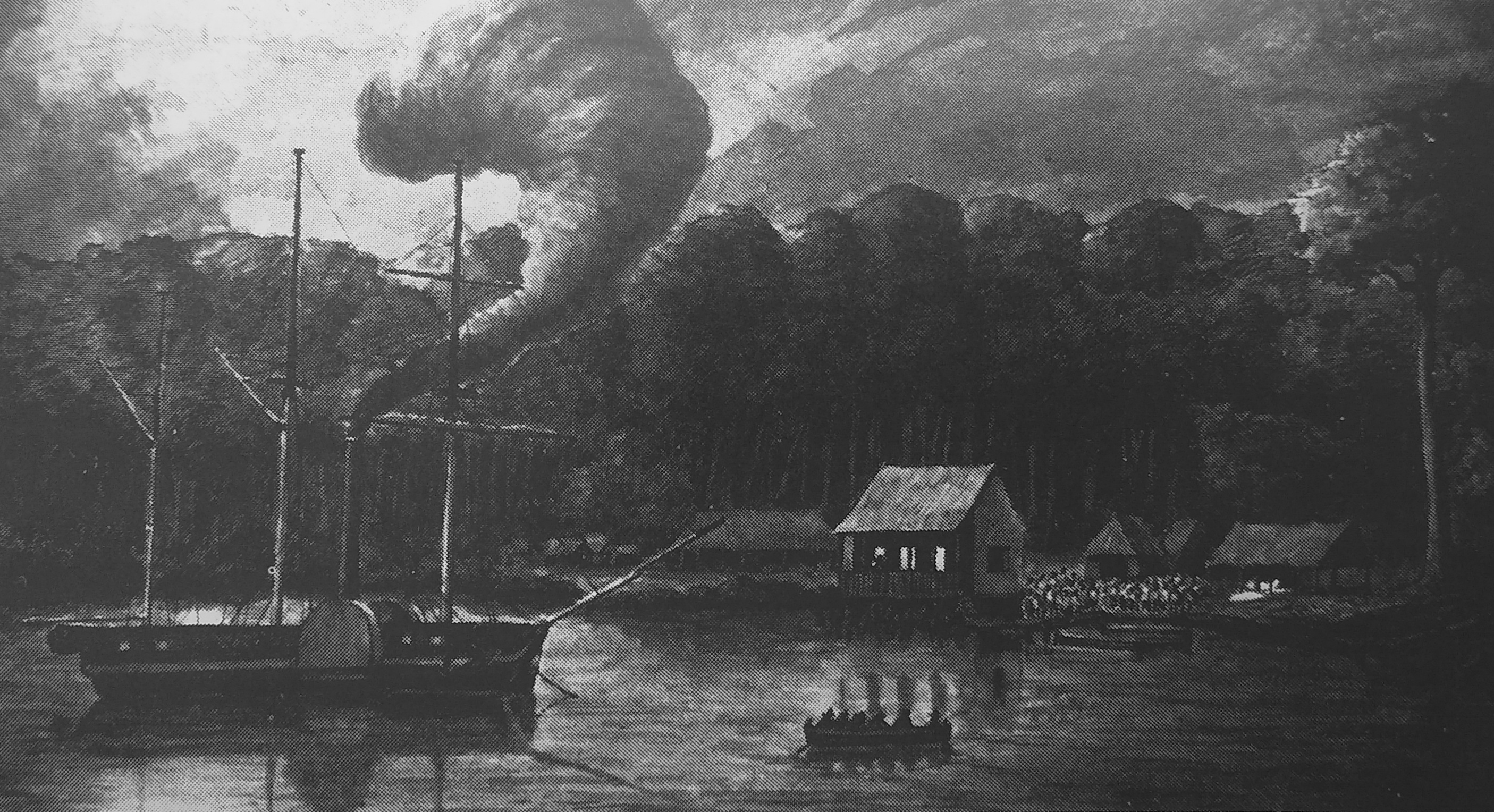
Gouvernementshoutplantage Andresa, met een stoomboot
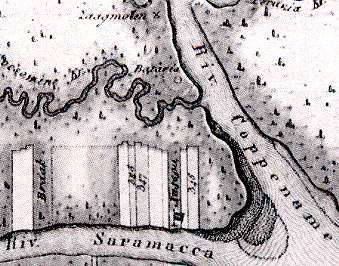
De zaagmolen bovenaan deze detailkaart is houtgrond Andresa aan de Kalebaskreek, daaronder Batavia en de Coesewijne, daaronder de plantages aan de Saramacca.
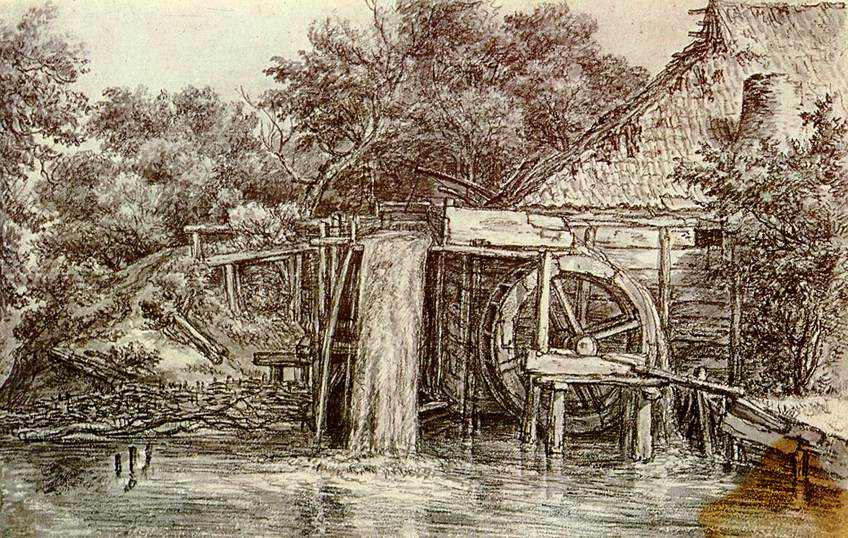
Een watergedreven molen, krijttekening door Meindert Hobbema, 17e eeuw

A la bonne heure · Anna's Zorg · Akkerboom · Alliance · Alkmaar · Andresa · Auka · Andreesgift · Bantaskine · Barbados · Batavia · Beekenhorst · Belladrum · Bellevue · Belwaarde · Beninenburg · Berg en Dal · Bergen op Zoom · Berlijn (Commewijne) · Berlijn (Para) · Bethlehem · Boksweide · Boston · Botany Bay · Boxel · Bronswijk · Brouwerslust · Bruinendaal · Bucklebury · Buitenrust · Burnside · Cadrosspark · Caledonia · Campenburg · Cannewapibo · Catharina Sophia · Clevia  · Cliffort-Kokshoven · Clyde · Concordia · Concordia en een Kwart Lot · Courcabo · De Dageraad · De Goede Vriendschap · De Resolutie · De Vier Hendrikken · Diamond · Dijkveld · Domburg · Dordrecht · Eendragt · Elisabeth's Hoop · Ellen · L'Espérance (Nickerierivier) · L'Espérance (Surinamerivier) · Esthersrust · Fairfield · Fortuin · Flora · Florentia · Frederiksburg · Frederiksdorp · Frederikslust · Geertruidenberg · Geyersvlijt · Glensander · Gloria · Groot Chatillon · Groot Marseille · Guadeloupe · Hague · Hamburg · Hamilton · Hamptoncourt · Hannover · Hazard · Hebron · Hecht en Sterk · Hooyland · Hope · Houttuin · Huntly · Huwelijkszorg · Inverness · Jagtlust · Jodensavanne · Johan & Margaretha · Johanna Catharina · Johanna Maria · Johannesburg · John · Katwijk · Kent · Kerkshoven · Killenstein · Klein Bellevue · Kleinhoop · Krappahoek · Kroonenburg · Kwatta · La Jalousie · La Prosperité · La Rencontre · La Ressource (Saramacca) · La Ressource (Surinamerivier) · La Singularité · Laarwijk · Leasowes · Leliëndaal · Leonsberg · Livorno · Longmay · Lunenburg · Lust en Rust · Lustrijk · Maasstroom · Margarethenburg · Maria Petronella · Mariënbosch · Mariënburg · Margaretha's Gift · Mary's Hope · Meerzorg · Merveille · Moed en Kommer · Mon Bijou · Mon Souci · Mon Trésor · Monnikendam · Mopentibo · Morgenster · Moy · Nieuw Mocha · Nieuwzorg · Nieuwe Aanleg · De Nieuwe Grond · Nijd en Spijt · Novar · Nursery · Nut en Schadelijk · Onoribo · Onverwacht · Oranibo · Ornamibo · Overbrug · Overtoom 
· Oxford · Palestina · Paradise · Persévérance · Petersburg · Picardië · Peperpot · Pieterszorg · Plaisance · Poelwijk · Potosie · Purmerend · Reijnsdorp · Reijnsfort · Rijnberk · Roosenburg · Rorac · Rust en Werk · Rustenburg · Saltzhalen · Sans Souci · Saphir · Sarah · Sardam · Schaapstede · Schoonoord · Sinabo en Gelre · Sint Barbara · Sint Eustatius · Slootwijk · Sorgvliet · Spieringshoek · Standvastigheid · Suidwijn · Suzanna's Daal · Toevlugt (Surinamerivier) · Tout Lui Faut · Toledo · Totness · Tyronne · 't Vertrouwen · Victoria · Vierkinderen · Visserszorg · Voorburg · Voorzorg (Saramacca) · Vossenburg · Vredenburg · Vriendsbeleid en Ouderzorg · Vreeland · Waltonhall · Waldijk · Waterloo · Wederzorg · Welbedacht · Welgelegen (Commewijne) · Welgelegen (Coronie) · Welgevallen · Weltevreden · Wolffs Capoerica · Wolfenbüttel · 't Ylant · Zoelen · Zorg en Hoop (hout) · Zorg en Hoop (indigo) · Zorg en Hoop (katoen) · Zorg en Hoop (suiker)